# Carlo I d'Amboise
Carlo I d'Amboise (Tours, 1430 – 22 febbraio 1481) è stato un nobile francese.

Arma della famiglia d'Amboise

Era figlio di Pietro d'Amboise (1408 – 1473) e di Anna di Beuil.

## Titoli ed incarichi
- Barone di Charenton,
- Signore di Chaumont, Meillant, Charenton, Sagonne, Dompuis, Dampierre.
- Gouvernatore dell'Île de France, della provincia di Champagne e della regione della Borgogna.

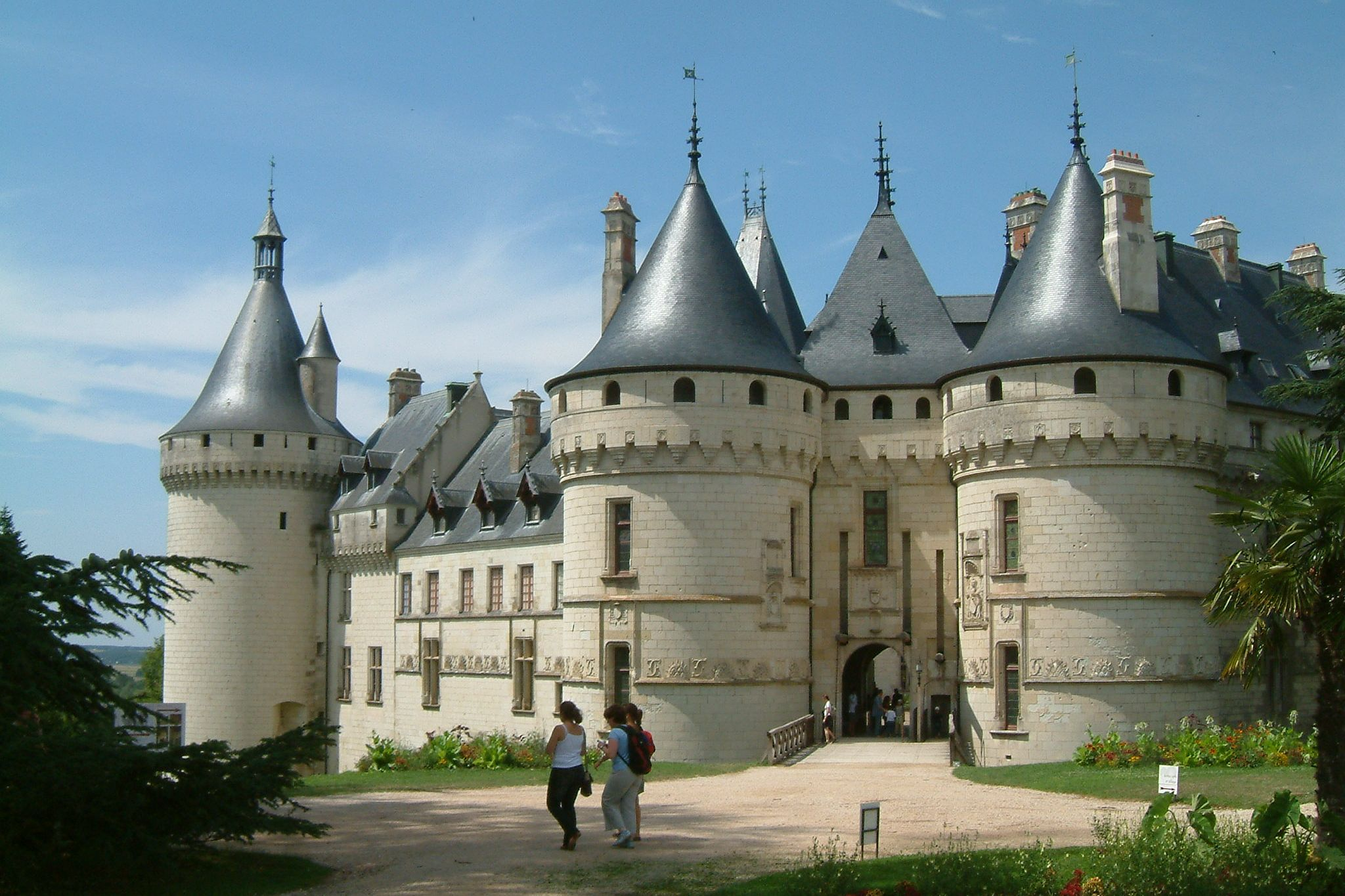
Château de Chaumont

## Biografia

### Imprese militari
Carlo d'Amboise era un favorito del re di Francia Luigi XI che lo nominò cavaliere dell'Ordine di San Michele.
Egli partecipò a numerose guerre nell'est e nel nord-est della Francia.

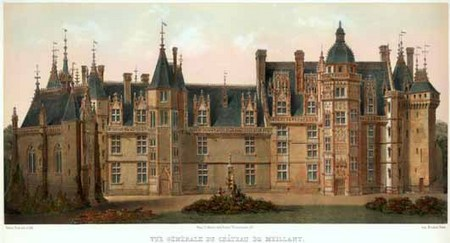
Château de Meillant.

### Matrimonio e discendenza
Il 23 agosto 1428 sposò Caterina di Chauvigny dalla quale ebbe:
- Caterina, andata sposa il 19 aprile 1516 a Francesco II de la Tour d'Auvergne;
- Maria (?-1519), andata sposa a Roberto IV di Sarrebruck († 1504) dal quale ebbe una figlia, Guglielmetta, e poi a Giovanni VI di Créquy, dal quale ebbe un figlio, Giorgio;
- Caterina d'Amboise (1481 – 1549), andata sposa a Cristoforo di Tournon, poi a Filiberto di Beaujeu, ed infine a Luigi di Clèves, conte d'Auxerre; Château de Sagonne

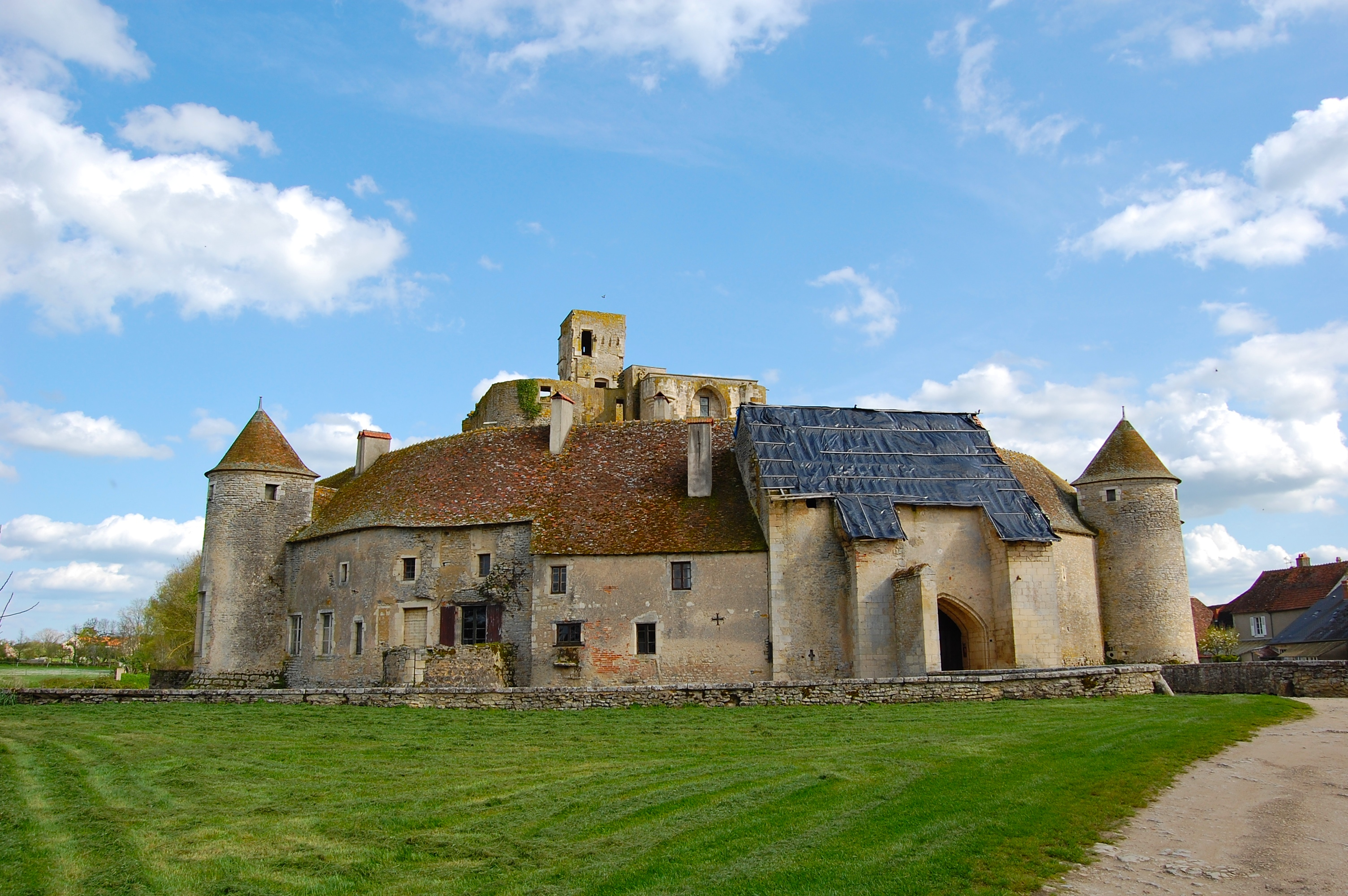
Château de Sagonne

- Guy d'Amboise (1475 – 1508), signore di Ravel, detto Poquedemaure per la sua bravura nel torneare;
- Luigi II d'Amboise (1477 – 1517), prima vescovo di Autun  e poi d'Albi, cardinale dal 18 dicembre 1506;
- Carlo II, maresciallo di Francia e governatore di Milano.

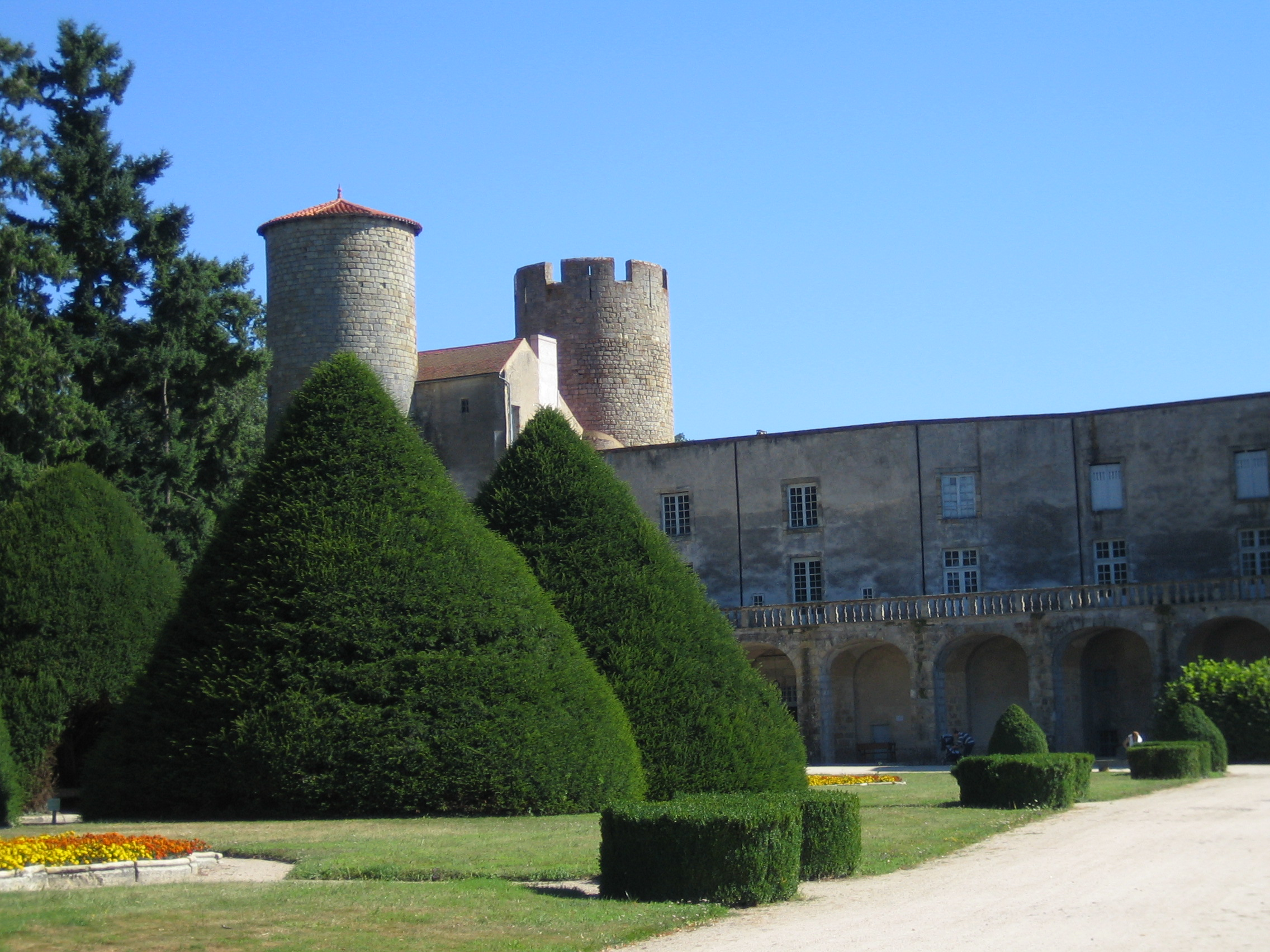
Château de Ravel

## Onorificenze
| Controllo di autorità | BNF (FR) cb14974766j (data) |